# Ernest Reyer
Ernest Reyer, właśc. Louis Étienne Ernest Rey (ur. 1 grudnia 1823 w Marsylii, zm. 15 stycznia 1909 w Le Lavandou) – francuski kompozytor, krytyk muzyczny okresu romantyzmu.

## Życiorys
Mimo iż jego ojciec (notariusz) nie chciał, aby jego syn został muzykiem, nie przeszkadzał mu w tym jednak i pozwolił studiować w konserwatorium od wieku lat sześciu do szesnastu. W 1839 r., mając lat szesnaście, Ernest odbył podróż do Afryki Północnej, podejmując pracę pod okiem swojego szwagra (szefa rachunkowości w ministerstwie w Algierii). Jednakże ta praca nie była zbyt odpowiednią dla nieco nonszalanckiego i niezdyscyplinowanego adepta. Zachowane dokumenty administracyjne wskazują jednak, że Reyer napisał w tym czasie wiele esejów i opowieści, a także oryginalne utwory taneczne. Pośród tych młodzieńczych kompozycji niektóre otrzymały przychylne recenzje w prasie lokalnej, wliczając w to i Mszę, którą wykonano w katedrze na przybycie księcia Aumale w 1847 r.
Powróciwszy do burzliwego Paryża roku 1848, Reyer zostaje przedstawiony do wielu znanych artystów, wliczając Gustawa Flauberta i Teofila Gautiera. Południowa Francja i Prowansji przyciągały go jednak najbardziej, i tam powracał często, socjalizując się pośród lokalnej ludności, grając w domino i paląc swoją ulubioną fajkę. Często w latach późniejszych wspominał, że ta fajka była dla niego najlepszym źródłem inspiracji.
Ciotka Ernesta, Louise Farrenc, profesorka gry na fortepianie w Konserwatorium Paryskim (także utalentowana kompozytorka), kierowała początkowymi studiami Ernesta tamże. W 1850 r. Reyer skomponował odę symfoniczną Le sélam sopran, tenor, baryton i chór z orkiestrą do słów Gautiera, wykonaną w „Teatrze Włoskim” w Paryżu. W cztery lata później, w 1854 r., Reyer skomponował swoją pierwszą operę: jednoaktowy Maître Wolfram (libretto Joseph Méry). Gdy Hector Berlioz usłyszał wykonanie tego dzieła w Operze Komicznej (Opéra-Comique), natychmiast rozpoznał talent Reyera.
Stopniowo, fama rozpościerała się pod jego stopami i w 1857 r. krytyk muzyczny, Charles Monselet, pisał: „Czyż to muzyk, który pisze, czy może pisarz, który komponuje? Tego nie wiem, ale mam nadzieję, że ten utalentowany chłopiec odnajdzie swoją drogę i będzie pisał i komponował. Niektórzy spośród krytyków odnotowali jednakże, że jego osiągnięcia w instrumentacji nie osiągnęły jeszcze wyżyn muzycznego polotu.
Następnego roku Reyer skomponował balet „Sacountalâ” (i tym razem do opowieści Gautier’a). Balet ten był wykonany 24 razy aż do sezonu 1859/60.
Do końca 1860 r. Reyer ukończył komponowanie swojej nowej, ambitniejszej, opery typu „opery komicznej” (śpiew przeplatany z nielicznymi partiami mówionymi): La statue (Statua), zainspirowanej elementami wziętymi ze znanych Księgi tysiąca i jednej nocy, libretta Michel Carré’a i Jules Barbier’a. Opera ta miała swoją premierę w Teatrze Lirycznym (Théâtre Lyrique) w Paryżu w dniu 11 kwietnia 1861 r. Był to wielki sukces dla młodego kompozytora. Sam Jules Massenet chwalił go później w swoich Memoirs. Owego i następnego sezonu opera ta otrzymała 60 przedstawień.
Kariera kompozytora została tym samym ugruntowana, a on sam otrzymał w roku 1862 tytuł Kawalera Legii Honorowej. Tego samego roku ukończył komponowanie swej Érostrate, opery w dwóch aktach, wykonanej w sierpniu 1862 w Baden-Baden z udziałem wielu znanych arystokratycznych rodzin, co pozwoliło mu uzyskać wielkie uznanie i wyróżnienie oraz medal „Czerwonego Orła” z rąk samej królowej Prus.
Pomimo tych pierwszych młodzieńczych sukcesów, reputacja i kariera Reyera jako kompozytora, zaczęła chylić się od tego momentu ku zmierzchowi. Tenże „Érostate” okazał się być zupełnym fiaskiem (otrzymując zaledwie trzy przedstawienia), a ten fakt zaś przekreślił jakiekolwiek szanse dla Reyera do wejścia z tą opera na scenę Opery Paryskiej.
Do najbardziej znanych dzieł Reyera zaliczany jest Sigurd, oparty on podobnym zbiorze mitów i legend skandynawskich, które to i sam Richard Wagner użył także w swoim Pierścieniu Nibelunga. Jednakże muzyka Sigurda pomimo że zawiera podobne elementy użyte w dwóch ostatnich członach tej tetralogii, jest zupełnie innego charakteru, będąc stylem i tradycją związana silnie z nurtem heroicznej wielkiej opery francuskiej, i podobna jest raczej do muzyki Berlioza niż do Wagnera. Po wielu nieudanych próbach i długotrwałych negocjacjach z dyrekcją Opery Paryskiej, zanim Reyer (który komponował swoją wielką 5-aktową operę stopniowo w fazach począwszy od 1862) był w stanie wystawić Sigurda tamże, prapremiera tej opery odbyła się najpierw w Brukseli w 1884 r. Pokładając niezwykle wysokie wymagania dla czołowych solistów, periodycznie, jakkolwiek rzadko, jest ona wystawiana we Francji i do czasów współczesnych (ostatnim razem w 1995 r.)
Ostatnią operą Reyera okazał się być Samammbô (1890), oparty na powieści Gustawa Flauberta. Także i ta opera, skomponowana kilka lat wcześniej, napotykała początkowy opór dyrekcji teatru (tak jak to było i w przypadku Sigurda). Samammbô pozyskał 46 przedstawień od maja to grudnia 1892 r., wystawiony został w tym samym teatrze co i Sigurd, w Brukseli, a później także i w Rouen.
Będąc niezdolnym do utrzymania się tylko z dochodów wystawiania swoich oper, Reyer (który nie był zbyt wybrednym ani wymagającym luksusu, przez ponad 40 lat dzierżawiąc to samo małe mieszkanie w Paryżu) okazał się być bardziej sławnym jako krytyk muzyczny, gdy po zmarłym w 1869 r. Berliozie przejął zaszczytne obowiązki recenzenta w Le Journal des débats. Pracował także jako bibliotekarz w Akademii Muzycznej (Opéra) w Paryżu.
Ernest Reyer umarł w Le Lavandou we Francji południowej, ok. 80 km na wschód od Marsylii.

## Odznaczenia
- Order Orła Czerwonego (Prusy, 1862)
- Krzyż Wielki Legii Honorowej (Francja, 1906)[2]

## Dzieła wybrane

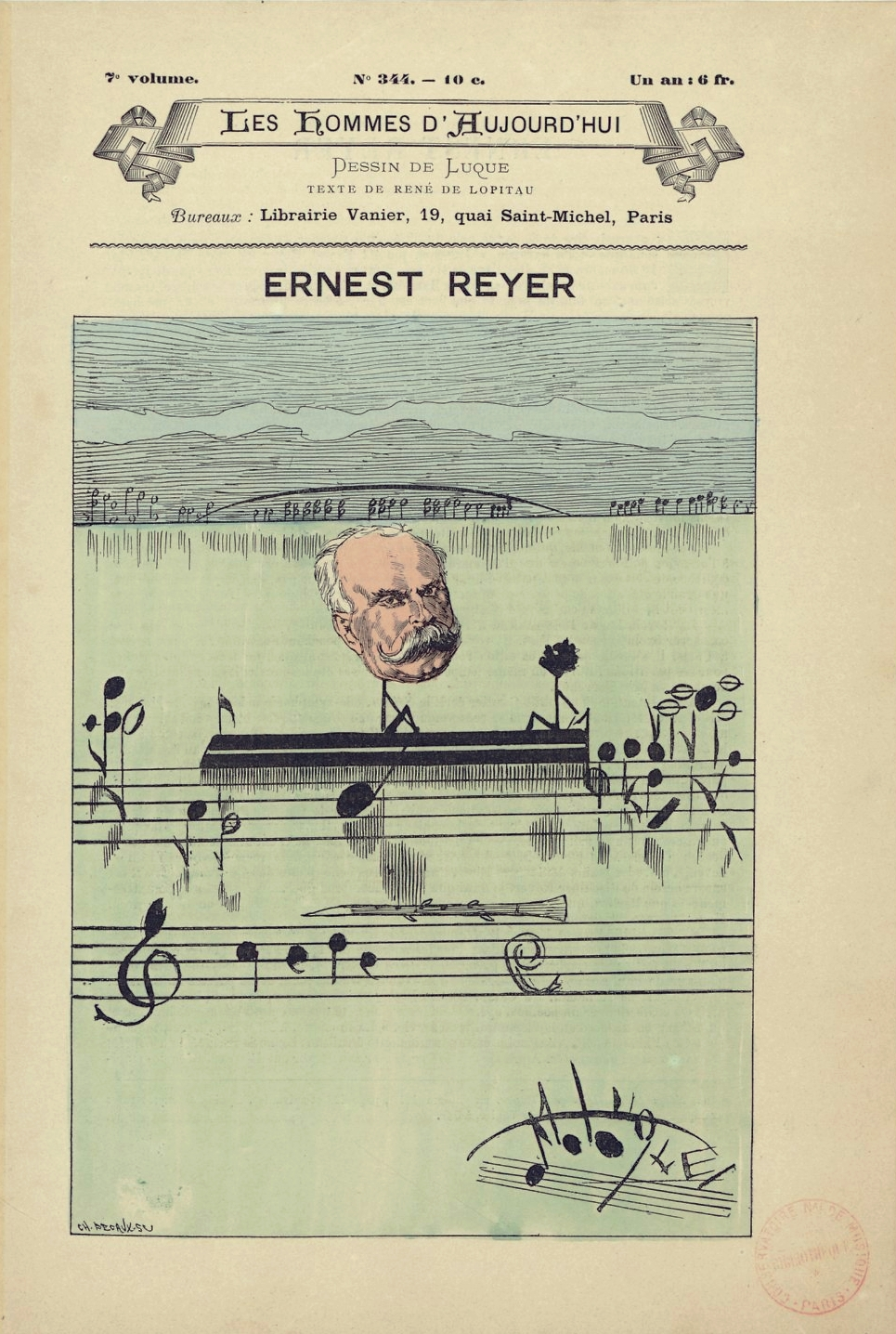
Les Hommes N 344 Ernest Reyer

- Chœur des buveurs et chœurs des assiégés, ca. 1848.
- Le sélam, 1850.
- Maître Wolfram, 1-act Opéra Comique, 1854.
- Sacountalâ, ballet 1858.
- Chant des paysans (from Les Volontaires de 1814 by V. Séjour), 1861.
- La statue, 1861.
- Erostrate, 1862.
- L’hymne du Rhin, words by Méry, 1865.
- La Madeleine au désert, poems by Ed. Blau, 1874.
- Marche tzigane.
- Recueil de mélodies et de fragments d’opéras.
- Sigurd, 1884.
- Salammbô, 1890.
- Tristesse, poems by Ed. Blau, 1884.
- L’homme, poems by G. Boyer, 1892.
- Trois sonnets, poems by C. du Locle.

## Wybrane pisma
- Notes de musiques, Charpentier, 1875.
- Notice sur Félicien David, Académie des Beaux-Arts, 17 November 1877.
- Berlioz, Revue des Revues, 1 January 1894.
- Quarante ans de musique (1857-1899), posthumus publication with préface and notes by Henriot, Calmann-Lévy, 1910, in-8°.